# من، خودم و من (ترانه)
«من خودم و من» (به انگلیسی: Me, Myself & I) ترانه ای از دو خواننده آمریکایی جی ایزی و بی‌بی رکسا است. این آهنگ در ۱۴ اکتبر ۲۰۱۵ به عنوان اولین تک‌آهنگ در دومین آلبوم استدیویی جی ایزی، "زمانی که بیرون تاریک است" منتشر شد. این آهنگ توسط بی‌بی رکسا ،جی ایزی، لورن کریستی، تی ام اس و مایکل کینان نوشته شد.
این آهنگ در اصل توسط بلتا رکسا و تی ام اس تولید شده، توسط مایکل کینان بازسازی شده و جی ایزی و کریستف اندرسون و جی ایزی آن را به عمل درآورده‌اند.
این آهنگ رتبه هفتم را در ۱۰۰ آهنگ داغ بیلبورد بدست آورد.

## موزیک ویدئو
موزیک ویدئو این آهنگ اولین بار ۲۹ اکتبر ۲۰۱۵ در حساب ویوو جی ایزی در یوتیوب منتشر شد. پس از انتشار آن بیش از ۱۶۴ میلیون بار بازدید داشت.